# Rosa Amelia Alvarado
Rosa Amelia Alvarado (sinh năm 1944, Guayaquil) là một nhà văn và nhà thơ người Ecuador. Bà là thành viên của Nhà văn hóa Ecuador với tư cách là chủ tịch của Núcleo del Guayas, và là thành viên của Học viện Ngôn ngữ Ecuador.

## Tiểu sử
Alvarado nghiên cứu triết học và văn học ở Pháp. Năm 1964, bà thành lập Guayaquil tạp chí dựa trên Hogar, mà đã trở thành dòng tạp chí phụ nữ lớn nhất ở Ecuador.
Từ năm 1967 đến năm 1972, bà làm việc trong ngành truyền hình với vai trò là giám đốc lập trình tại Kênh 2 ở Guayaquil, chuyên sáng tạo các chương trình văn hóa.

## Trích dẫn
1. ↑  "Feria Internacional del Libro de Guayaquil 2012 – Reseña de escritores nacionales – Rosa Amelia Alvarado Roca" (PDF) (bằng tiếng Tây Ban Nha). Ecuadorian Ministry of Culture and Heritage. 2012. Bản gốc (PDF) lưu trữ ngày 11 tháng 9 năm 2018. Truy cập ngày 11 tháng 9 năm 2018.
2. ↑  "Rosa Amelia Alvarado será parte de la Academia de la Lengua". El Universo (bằng tiếng Tây Ban Nha). ngày 7 tháng 1 năm 2010. Truy cập ngày 11 tháng 9 năm 2018.
3. ↑  "Condecoración". El Universo (bằng tiếng Tây Ban Nha). ngày 6 tháng 12 năm 2006. Bản gốc lưu trữ ngày 11 tháng 9 năm 2018. Truy cập ngày 11 tháng 9 năm 2018.
4. ↑  Auz, Diana (ngày 6 tháng 9 năm 2004). "Rosa Amelia Alvarado Roca, una mujer que ama la vida". El Universo (bằng tiếng Tây Ban Nha). Truy cập ngày 11 tháng 9 năm 2018.